# 伊藤廉

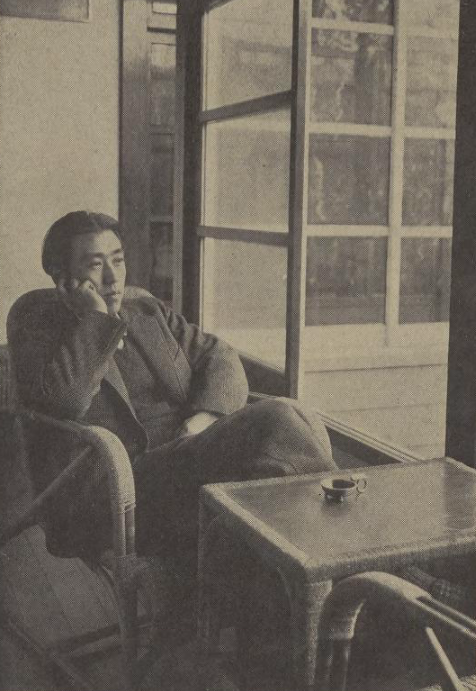
伊藤廉

伊藤 廉（いとう れん、1898年（明治31年）10月7日 - 1983年（昭和58年）1月24日）は、日本の洋画家。

## 経歴
愛知県名古屋市出身。本名読みは「きよし」。愛知一中卒業、明治大学文学部中退、東京美術学校西洋画科卒業。1927年ヨーロッパに渡りジョルジュ・ルオーに師事。帰国後、二科展で二科賞を受賞。1930年里見勝蔵らと独立美術協会を興す。1943年国画会会員。1954年東京藝術大学教授。1962年定年退官、名誉教授、愛知県立芸術大学教授。

## 著書
- 『イタリア日記』双林社、1942
- 『点線』書物展望社、1943
- 『絵の話 その1』美術出版社、1949
- 『絵の話 つゞき』美術出版社、1949
- 『球面』大丸出版社、1949
- 『セザンヌ覚書』中央公論社、1949
- 『絵の話 その3 (絵の歴史)』美術出版社、1950
- 『西洋美術 歴史と鑑賞』創元社、1952
- 『デッサンのすすめ』美術出版社、1968
- 『油絵のみかたについて』美術出版社、1976
- 『油絵のみかた』美術出版社、1983

### 編纂
- 『西洋名画家選集 第3、ルオー画集』アトリヱ社、1932
- 『ルオー版画集』三甲社、1940

## 参考
- デジタル版日本人名大事典『伊藤廉』 - コトバンク